# Avortement en Biélorussie
Depuis une loi de 2013, l'avortement en Biélorussie est légal dans les trois situations suivantes :
- à la demande de la femme, sans autre condition, jusqu'à 12 semaines de grossesse ;
- sur indication médicale, sans condition de délai ;
- pour des motifs sociaux, jusqu'à 22 semaines de grossesse.

## Historique
Sur une partie du territoire de la Biélorussie actuelle, rattaché alors à l'Union soviétique, l'avortement a été autorisé entre 1920 et 1936, date du retour à son interdiction par le pouvoir stalinien. L'Ouest de la Biélorussie a été rattaché en 1939 à l'Union soviétique, après le Pacte Molotov-Ribbentrop, pendant cette période d'interdiction. 
En 1955, l'avortement redevient légal en Union Soviétique. La Biélorussie adopte le 31 décembre 1987 une législation sur l'avortement qui en fait un des pays les plus libéraux d'Europe. L'avortement est autorisé sur demande jusqu'à 12 semaines, et dans des circonstances spécifiques, pour divers motifs, jusqu'à 28 semaines.
La loi de 1987 autorise l'avortement en cas de danger pour le fœtus et/ou de la mère, de viol et d'inceste, ainsi que dans les cas suivants :
- décès du mari pendant la grossesse ,
- peine de prison pour la mère ou le père,
- décision de justice privant la femme enceinte de ses droits parentaux,
- ménage de plus de cinq enfants,
- divorce entre la mère et le père,
- antécédents familiaux de handicaps mentaux ou physiques.

En 2011, l'interruption médicale de grossesse médicamenteuse est autorisée. 
En 2013, une loi restreint la possibilité de recourir à une IVG, tout en tendant, de façon générale et complexe, à sa libéralisation, dans les trois situations suivantes : 
- à la demande de la femme, sans autre condition, jusqu'à 12 semaines de grossesse ;
- sur indication médicale, sans condition de délai ;
- pour des motifs sociaux, jusqu'à 22 semaines de grossesse. La liste de ces motifs est réduite de 10 à 2 : le viol, et la privation de la femme enceinte de ses droits parentaux[1].

La loi prévoit également un conseil psychologique obligatoire pour les femmes ayant décidé de faire une IVG dans le délai de 12 semaines de grossesse.

## Débats et controverses
Les églises orthodoxe et catholique ont pris position pour l'interdiction de l'avortement en Biélorussie. Des pétitions pour cette interdiction ont été lancées après l'adoption de la loi. 

## Statistiques
Les interruptions volontaires de grossesse étaient en Russie le principal moyen de contrôle des naissances, avec deux fois plus d'avortement que de naissances vivantes de deux pour une IVG en 1995. En 2000, le nombre des IVG était de 121 900, soit un taux de 46,2 pour 1 000 femmes en âge de procréer et de 128,7 pour 100 naissances vivantes. En 2018, il était de 5 fois inférieur : 23 300 IVG, soit un taux de 10,5 pour 1 000 femmes en âge de procréer et de 24,9 pour 100 naissances vivantes.